# Mario Döweling

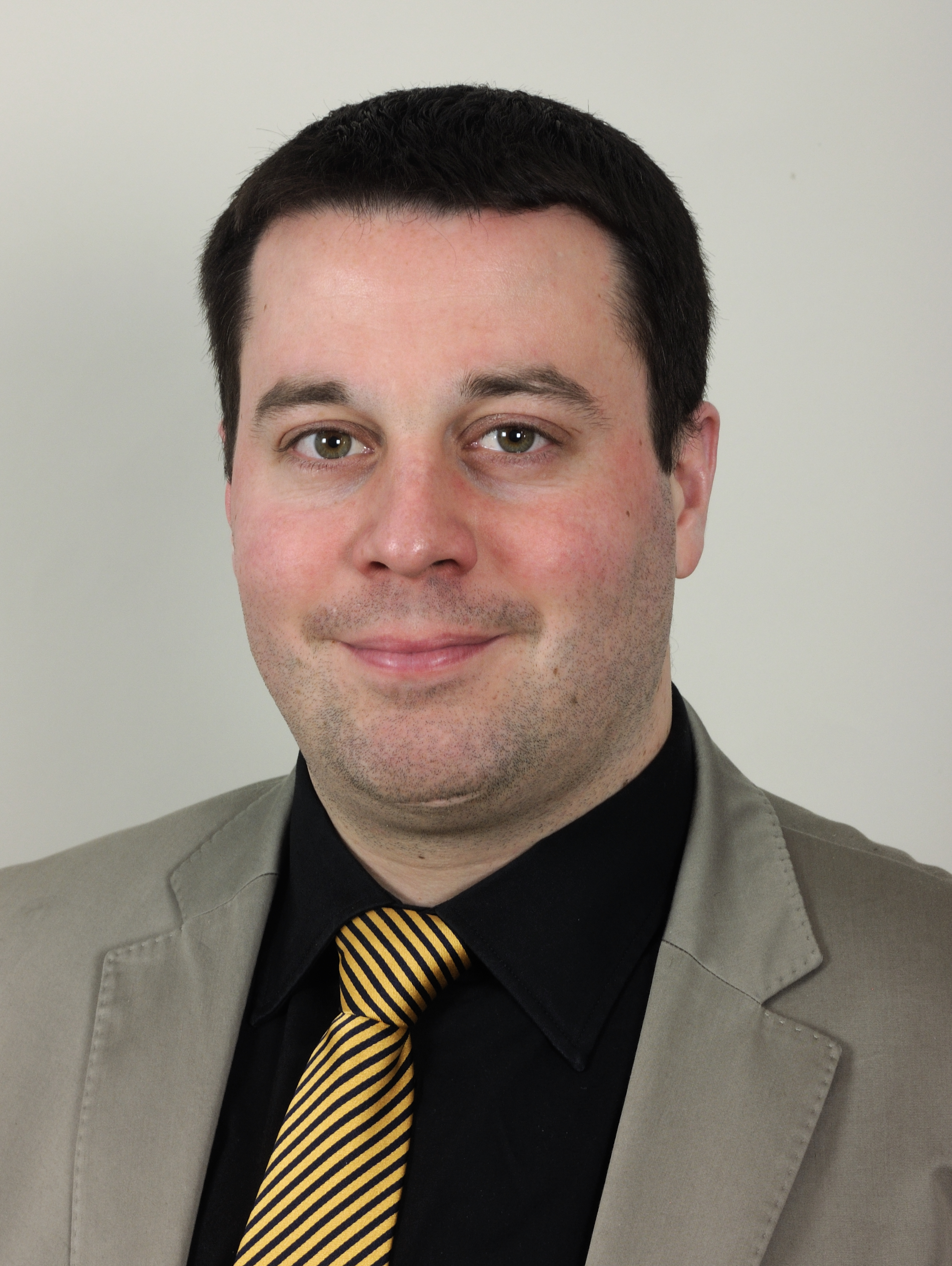
Mario Döweling (2013).

Mario Döweling (* 13. Februar 1980 in Alsfeld) ist ein deutscher Kommunal- und Landespolitiker (FDP). Von 2009 bis 2014 gehörte er dem Hessischen Landtag an.

## Werdegang
Nach dem Abitur 1999 in Alsfeld und dem Grundwehrdienst studierte Döweling zwischen 2000 und 2006 Geschichte und Geografie auf Lehramt am Gymnasium an der Philipps-Universität Marburg. Seit 2006 unterrichtet er als Gymnasiallehrer die Fächer Geschichte und Erdkunde.
Seine politische Karriere begann 2005 mit dem Eintritt bei den Jungen Liberalen und bei der FDP. Noch im gleichen Jahr übernahm er den Vorsitz des Kreisverbandes Vogelsberg der Jungen Liberalen und wurde 2006 zu deren stellvertretenden Bezirksvorsitzenden in Mittelhessen gewählt. Seit 2008 gehört er auch dem Bezirksvorstand der FDP Mittelhessen an.
Im November 2008 kürte die Wahlkreismitgliederversammlung der FDP Vogelsbergkreis Döweling einmütig zu ihrem Kandidaten für die Landtagswahl am 18. Januar 2009. Von 2009 bis 2014 war er Mitglied des 18. Hessischen Landtages.
Seit Februar 2014 ist er wieder als Lehrer tätig.